# Psegmatus lethierryi
Psegmatus lethierryi är en insektsart som beskrevs av Victor Antoine Signoret 1880. Psegmatus lethierryi ingår i släktet Psegmatus och familjen dvärgstritar. Inga underarter finns listade i Catalogue of Life.